# Ultradiffusie
Ultradiffusie is een vorm van Hemodialyse met het verschil dat het proces van Dialyse (diffusie en osmose) en het proces van ultrafiltratie niet gelijktijdig wordt uitgevoerd.

## Principe
Ultradiffusie vindt in twee stappen plaats. Eerst wordt ultrafiltratie toegepast. Hierbij wordt vocht aan het bloed onttrokken. Daarna vindt dialyse plaats.

## Reden
Ultrafiltratie zorgt voor een afname van de hoeveelheid plasma in het lichaam. Hierdoor ontstaat een bloeddrukdaling. Daarnaast zorgt de dialyse voor een verschuiving van de concentratie zouten, glucose en ureum in het bloed. Hierdoor kan een 'dialysekater' (misselijkheid, braken en krampen) ontstaan. Als ultrafiltratie samen met dialyse gelijktijdig wordt uitgevoerd dan wordt dit door sommige patiënten niet goed verdragen.